# Aida Rechena
Aida Maria Dionísio Rechena (Monsanto) é uma museóloga portuguesa, que fez parte da Direção Geral do Património Cultural, e que foi directora do Museu Francisco Tavares Proença Júnior em Castelo Branco, do Museu da Guarda, do Museu Nacional de Arte Contemporânea - Museu do Chiado e da Casa-Museu Anastácio Gonçalves. Entre 2011 e 2018 foi premiada quatro vezes pela Associação Portuguesa de Museologia.

## Percurso
Aida é natural de Monsanto, no concelho de Idanha-a-Nova. Aida é licenciada em História pela Universidade de Lisboa (1985), Especializada em Arqueologia (1993), Mestre em Museologia (2003) e Doutorada em Museologia (2011) pela Universidade Lusófona de Humanidades e Tecnologias pela Universidade Lusófona de Humanidades e Tecnologias, tendo como linhas de investigação dominante a sociomuseologia, a teoria museológica e a museologia de género. 
Desde os anos 1990, a par do percurso académico, Aida foi técnica superior na Direcção-Geral de Educação, no Museu de Angra do Heroísmo, no antigo Instituto Português do Património Arquitectónico e chefe de Divisão da Cultura, na Câmara Municipal de Odivelas. Aida também desempenhou funções na Direcção Regional de Castelo Branco do Instituto Português do Património Arquitectónico e em 2005 Aida foi nomeada como Diretora do Museu Francisco Tavares Proença Júnior, em Castelo Branco onde desempenhou funções cumulativas, a partir de 2012, na Direçao do Museu da Guarda.
Em setembro de 2015, Aida tornou-se na nova diretora do Museu Nacional de Arte Contemporânea - Museu do Chiado, em Lisboa, tendo sido selecionada por concurso público e, de acordo com o júri, terá sido a candidata que apresentou "o projeto mais consistente e inovador para os desafios do futuro" deste Museu.
Neste Museu, Aida aplicou o conceito da museologia social como modelo de trabalho, algo que já havia acontecido nos Museus onde tinha trabalhado. Aida considera que "Em vez de os museus estarem só a transmitir mensagens fixas e a ensinar conhecimentos, queremos que seja promovido o debate, o questionamento e a participação dos visitantes."
Em 2017, Aida abandona a Direção do Museu do Chiado e passa para os serviços centrais da  Direção-Geral do Património Cultural (DGPC), entidade que tutela museus, palácios e monumentos nacionais de Portugal.
Além das funções diretivas que Aida desempenhou, desde 2016 que é investigadora na Universidade Lusófona de Humanidades e Tecnologias, no Centro de Estudos Interdisciplinares em Educação e Desenvolvimento e desde 2018 é também investigadora da Universidade de Évora do Centro de História da Arte e Investigação Artística, Portugal. Entre 2017 e 2020 Aida fez parte da mesa da Assembleia Geral da Associação Portuguesa de Museologia.
Em 2021, tornou-se na primeira diretora do Museu Nacional Resistência e Liberdade - Fortaleza de Peniche.

## Obra
- 2017 - curadoria da exposição Género na Arte. Corpo Sexualidade Identidade, Resistência, patente de Outubro 2017 a Março de 2018 no Museu Nacional de Arte Contemporânea - Museu do Chiado, em Lisboa, em colaboração com Teresa Furtado. Esta exposição tinha como objectivo fazer uma reflexão sobre a identidade, a diferença e a pertença social, numa perspetiva de género e ajudar a desfazer estereótipos sobre género. Nesta exposição estiveram patentes obras de como Alice Geirinhas, Ana Pérez-Quiroga, Ana Vidigal, Carla Cruz, Cláudia Varejão, Gabriel Abrantes, Horácio Frutuoso, João Gabriel, Maria Lusitano, Miguel Bonneville e Vasco Araújo.[11][12][13]
- 2011 - Sociomuseologia e Género: imagens da mulher em exposições de museus portugueses, tese de doutoramento em Museologia, Universidade Lusófona de Humanidades e Tecnologias; prémio APOM 2012 na categoria de "Melhor Estudo sobre Museologia".[1]
- 2003 - Processos museológicos locais: panorama museológico da Beira Interior Sul, dissertação de mestrado em Museologia, Universidade Lusófona de Humanidades e Tecnologias.[1]

## Reconhecimentos e Prémios
- 2018 - Prémio APOM Trabalho na Área da Museologia pela exposição Género na Arte apresentada no Museu Nacional de Arte Contemporânea, APOM - Associação Portuguesa de Museologia, Portugal.[4][14]
- 2017 - Prémio Arco-Íris Cultura ILGA, Portugal [4]
- 2014 - Prémio APOM Inovação e Criatividade pelo projeto Museu no Feminino - Nós, as mulheres..., desenvolvido no Museu Francisco Tavares Proença Júnior, APOM - Associação Portuguesa de Museologia, Portugal [4]
- 2012 - Prémio APOM para Estudo sobre Museologia para a tese de doutoramento em museologia Sociomuseologia e Género. Imagens da Mulher em exposições de museus portugueses, APOM - Associação Portuguesa de Museologia, Portugal [4]
- 2011 - Prémio APOM Inovação e Criatividade - Projeto do Centenário do Museu Francisco Tavares Proença Júnior, APOM - Associação Portuguesa de Museologia, Portugal [4]